# 朝鲜人民军总政治局
朝鲜人民军总政治局（朝鲜语：／），朝鲜人民军政治指导机构。成立于1950年10月，职责是指导和监督部队内部切实执行朝鲜劳动党的政策和决定。在施行“先军政治”的朝鲜，总政治局作为“军中党”，是权力核心的核心。总政治局也担负着军队内部的政治指导任务，以及国境巡逻和列车警卫等一般公共安全事务，在人民军中有着无可比拟的影响力。总政治局与总参谋部等机构一同构成朝鲜武装力量的中央指挥机关机构——国防省（相当于国防部），接受朝鲜劳动党中央军事委员会的领导。

## 历任局长
- 金载郁中将（1950.10－1953.8）
- 崔钟学上将（1953.8－1958.2）
- 金泰根中将（1958.2－1958.7）
- 徐　哲中将（1958.7－1959）
- 崔基哲（1959－1960.8）
- 许凤学大将（1960.8－1967.4）
- 吴振宇大将（1967.4－1968.12）
- 韓益洙上将（1968.12－1973.8）
- 李勇武上将（1973.8－1977.10）
- 徐　哲大将（1977.10－1979.9）
- 吴振宇元帅（1979.9－1995.2）
- 赵明录次帅（1995.10－2010.11）
- 崔龙海次帅（2012.4－2014.4）
- 黄炳誓次帅（2014.4－2018.1）
- 金正角次帥（2018.1－2018.6)
- 金秀吉大将（2018.6－2021.1）
- 权永进次帅（2021.1 －2022.6）
- 鄭京擇大将（2022.6 －）

## 相关作品
- 爱的迫降，2019年韩国电视剧，全国焕饰演总政治局局长李忠烈